# Gerd Stepantschitz
Gerd Stepantschitz (* 11. März 1917 in Graz, Steiermark; † 3. Mai 2006 ebenda) war ein österreichischer Politiker (ÖVP) und Mediziner.

## Leben
Gerd Stepantschitz wuchs in Graz auf, wo er die Volksschule und das Gymnasium absolvierte und im Jahr 1935 maturierte. Danach studierte er an der Karl-Franzens-Universität Rechtswissenschaften und promovierte 1939 zum Doktor der Rechte. Kurz danach begann er an derselben Fakultät das Studium der Medizin. Während des Zweiten Weltkriegs diente er als Sanitäter in der Wehrmacht an der Front in der Sowjetunion und in Griechenland. Stepantschitz war in einer Widerstandsgruppe aktiv. Als Mitglied der katholischen Studentenverbindung K.Ö.H.V. Carolina Graz war er in einer Aprilnacht im Jahr 1943 einer von drei Männern, die die so genannte „Hitlereiche“, einen nach Adolf Hitler benannten Baum in Graz fällten.
Noch vor Kriegsende erwarb Stepantschitz seinen zweiten Doktorgrad. Als Doktor der Medizin fand er 1947 Arbeit als Assistenzarzt im Landeskrankenhaus Graz. 1954 wurde er Primar der IV. Medizinischen Abteilung, er blieb es bis zu seiner Pensionierung, im Jahr 1982. Zuletzt wurde er 1977 Ärztlicher Direktor des Krankenhauses.
Seine Karriere als Politiker führte Stepantschitz 1957 als Abgeordneten seiner Partei, der ÖVP, in den Steirischen Landtag. Er war zunächst bis 1965 Landtagsabgeordneter. Nach neunjähriger Pause zog er 1974 erneut für die ÖVP in den Landtag ein. Er blieb es bis 1983. Ab Mai 1983 vertrat er die Steiermark als Mitglied des Bundesrats in Wien. Im Dezember 1986 schied er auch aus der zweiten österreichischen Parlamentskammer aus.